# Sei Shōnagon

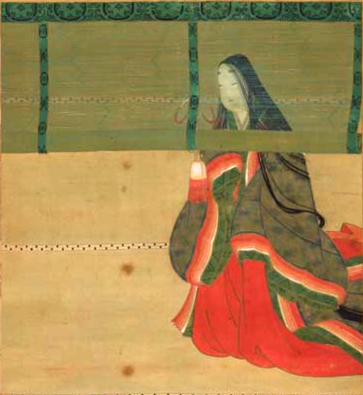
Sei Shōnagon, Illustration des späten 17. Jahrhunderts

Sei Shōnagon (jap. 清 少納言, Sei Shōnagon; geboren um 966; gestorben um 1025) war eine Schriftstellerin und Hofdame am japanischen Kaiserhof während der Heian-Zeit.

## Leben und Werk
Sei Shōnagon entstammte der Gelehrtenfamilie Kiyohara, ihr Vater, Kiyohara Motosuke, zählte zu den 36 großen Dichtern des Landes; die Familie besaß zwar Hofämter, war aber finanziell nicht sonderlich gut gestellt. Ihr eigentlicher Name ist nicht bekannt: Sei bezeichnet den Familiennamen der Kiyohara, Shōnagon war im Ritsuryō System der Rang eines niedrigen Kabinettsbeamten. Man weiß nicht genau, welche Verbindung sie zu diesem Titel hatte, da weder ihr Vater noch ihre beiden Ehegatten diese Position innehatten. Ihre Poesie fand wie die ihres Vaters Eingang in die offiziellen Anthologien des Reiches, ihren Nachruhm begründete jedoch ihre als Kopfkissenbuch bekannt gewordene Prosa-Sammlung von skizzenhaften Abhandlungen und Berichten.
Nach Eheschließung und Geburt eines Sohnes nahm sie 993, womöglich bereits geschieden, den Dienst am kaiserlichen Hof in Kyōto auf, als Hofdame der kaiserlichen Gattin Fujiwara no Sadako, gen. Kaiserin Teishi (976–1001), der Gattin des Kaisers Ichijō.
Äußerlich wohl nicht sonderlich attraktiv, glich sie diesen Mangel durch Anmut des Stils, Bildung und eine empfindsame Beobachtungsgabe aus, wie sie in ihrem Werk zum Ausdruck kommt. Zehn Jahre lang, von 1001 bis 1010, führte sie ein Tagebuch unter dem Titel makura no sōshi (Skizzenbuch unter dem Kopfkissen, dt. Kopfkissenbuch), das zu den Klassikern der japanischen Literatur zählt.

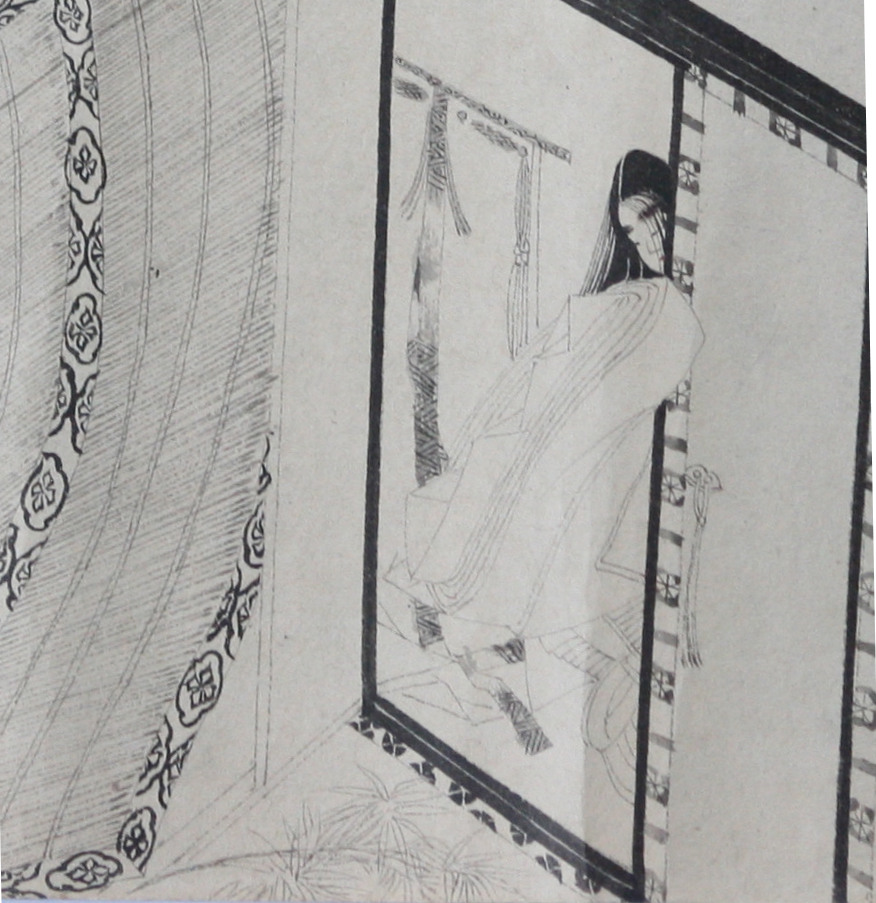
Sei Shonagon, nach einer Ausgabe des Kopfkissenbuchs aus dem 13. Jahrhundert

Sei Shōnagon schildert darin im Stil der von ihr begründeten Zuihitsu-Literatur (wohin der Schreibpinsel führt) scheinbare Kleinigkeiten, eigene und fremde Erlebnisse, Alltagsgeschichten, selbst Klatsch vom Kaiserhof, der viel zum Verständnis der Kultur jener Zeit und zur spärlichen Biographie ihrer Hofdamen-Kollegin und Zeitgenossin, Murasaki Shikibu, beiträgt, der Verfasserin des Romans Genji Monogatari.
Die etwa 300 verschieden langen Texte, die zunächst in Abschriften am Hof kursierten und deren Anordnung auf eine spätere Zeit zurückgeht, sind in einem stilistisch reifen, manchmal bis hin zum Lakonischen knappen und ungekünstelten Japanisch ohne chinesische oder gelehrte Einschübe verfasst – ein Hinweis auf die Autorin, die nach eigener Aussage durchaus Chinesisch lesen und schreiben konnte, aber auch auf die Leser bei Hofe, die das einfachere kana-Schriftsystem bevorzugten. Auch Kenntnisse der chinesischen wie der japanischen Prosa und Lyrik darf man bei ihr voraussetzen.
Über die zeitgeschichtliche Dokumentation hinaus, die sie von anderen Hoftagebüchern (nikki) kaum unterscheidet, gelingt es der belesenen, gebildeten, aber ebenso scharfzüngigen wie schlagfertigen Beobachterin, das Leben und Treiben am Hof und der Persönlichkeiten ihrer Umgebung sowie die Stimmung der Heian-Periode (794–1185) einzufangen, in der die Literatur zu hoher Blüte gelangte. Als Vertraute der Kaiserin, an deren Hof sie seit ihrem 26. Lebensjahr lebte, prägte sie mit ihrer literarischen Originalität, ihrer Improvisationsgabe, ihrem Scharfsinn und kritischen Geist sowie ihrem Charme die Prosa Japans bis zum heutigen Tag.
Kapitelüberschriften wie Musik an einem Regentag, Seltene Dinge, Unschickliches, Was man bedauert, Worüber man die Geduld verliert, Vögel oder Nach einem Regentag zeigen die Bandbreite der Betrachtungen, in denen die Natur,  die menschliche Psychologie sowie die Rolle des Menschen in der Gesellschaft eine zentrale Rolle spielen.
Mit ihrer offenen, selbstbewussten, ja bisweilen feministischen Sichtweise, die bis zur Karikatur reichen konnte, machte sie sich nach Aussage der Tagebücher ihrer Zeitgenossin Murasaki freilich wenige Freunde:
- „Sei Shonagon zum Beispiel war fürchterlich eingebildet. Sie hielt sich selbst für sehr gescheit und streute allerhand chinesische Schriftzeichen in ihre Briefe ein, aber wenn man dann genauer hinsah, so blieb doch allerhand zu wünschen übrig. Wer glaubt, er sei jedem anderen überlegen, wird unausweichlich Leid erfahren und ein schlimmes Ende nehmen, und wer so preziös ist, … in den unpassendsten Situationen jede noch so kleine Möglichkeit wahrzunehmen, um sich herauszukehren, der wirkt bald lächerlich und künstlich. Wie soll das in Zukunft noch enden?“[4]

Über ihr weiteres Schicksal ist wenig bekannt: Nach dem Tod ihrer kaiserlichen Herrin im Kindbett (1001) blieb sie noch ein Jahrzehnt bei Hof, nach 1017 ist über ihr Leben nichts Zuverlässiges mehr bekannt. So soll sie erneut geheiratet und eine Tochter bekommen haben, nach langer Irrfahrt auf der Insel Shikoku oder als Nonne in den Außenbezirken von Kyōto einsam und verlassen gestorben sein.

## Bewertungen
- „Es [das Kopfkissenbuch] beschreibt … ausführlich das Leben am Hof, verrät jedoch kaum etwas über das Leben außerhalb. Es wird uns eine kleine Elitegesellschaft vorgeführt, die mit Kunst und Literatur beschäftigt ist und immer schnell bei der Hand, wenn es gilt, einen schlechten Pinselstrich, einen misslungenen Vers, einen unpassenden Farbton oder eine ungelenke Bewegung zu kritisieren. Wir sehen raffinierte Kenner des Gefühlslebens und strenge Richter über Zeremonien und Etikette. … Sie sind auf nichts bedacht als auf sich selbst.“ Sansom, Japan[5]
- „In mancher Hinsicht ist Sei Shonagon als Person weniger bedeutend als die anderen Tagebuchschreiberinnen, aber es sind gerade diese Unvollkommenheiten, die ihr Buch zu einem der erinnernswertesten überhaupt machen.“ Mason/Caiger, Japan, S. 92.

## Werke
- Das Kopfkissenbuch einer Hofdame. Aus d. Japan. übers. u. hrsg. v. Mamoru Watanabe. Illustr. v. Masami Iwata. 15. Auflage. Manesse, München/ Zug 2004, ISBN 3-7175-1364-8.
- Kopfkissenbuch. Mit ausführlicher Kommentierung, Personenverzeichnis, Glossar, Nachwort und editorischer Notiz. Hrsg. und Übersetzung von Michael Stein. Zürich : Manesse, 2015, ISBN 978-3-7175-2314-7.